# Marija Magdalena
Marija Magdalena is een plaats in de gemeente Pušća in de Kroatische provincie Zagreb. De plaats telt 244 inwoners (2001).